# Kasplja
Kasplja (rusky a bělorusky Каспля) je řeka ve Smolenské oblasti v Rusku a ve Vitebské oblasti v Bělorusku. Je 136 km dlouhá. Povodí má rozlohu 5410 km².

## Průběh toku
Odtéká z jezera Kasplja na Vitebské vysočině. Ústí zleva do Západní Dviny nad městem Suraž. Hlavní přítoky jsou Jelša, Gobza, Udra.

## Vodní režim
Zdroj vody je smíšený s převahou sněhových srážek. Průměrný průtok vody u města Lepino ve vzdálenosti 13 km od ústí činí 39,6 m³/s.

## Využití
Na řece leží město Děmidov.